# Meka Whaitiri

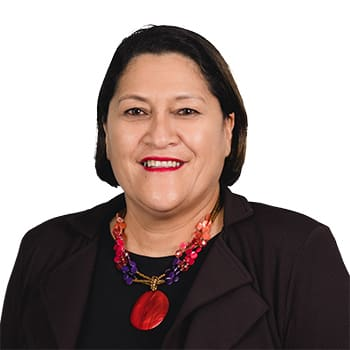
Meka Whaitiri (2011)

Melissa Heni Mekameka Whaitiri, in der Öffentlichkeit als Meka Whaitiri bekannt, (* 11. Januar 1965 in Manutuke, westlich von Gisborne, Neuseeland) war eine Politikerin der New Zealand Labour Party. Am 3. Mai 2023 trat sie aus der Partei aus und wechselte zur Te Pāti Māori Partei.

## Leben
Melissa Heni Mekameka Whaitiri wurde am 11. Januar 1966 in Manutuke, rund 7 km westlich von Gisborne geboren. Sie besuchte die Karamu High School in Hastings. Nachdem sie einige Zeit in einem Kühlhaus in Whakatu, einem Stadtteil von Hastings, gearbeitet hatte, absolvierte sie einen Masterstudiengang in Pädagogik an der Victoria University of Wellington.

## Berufliche Tätigkeit
Bevor Whaitiri in die Politik ging, arbeitete sie als Deputy Secretary im Ministry of Works (Arbeitsministerium) und als leitende Beraterin des Minister for Māori Affairs, Parekura Horomia. Auch war sie eine wichtige Person mit einer Schlüsselrolle im Iwi der Rongowhakaata und der Ngāti Kahungunu.

## Politische Karriere
Im Juni des Jahres 2013 bewarb sich Whaitiri als Kandidatin für das Māori Electorate Ikaroa-Rāwhiti, für das zuvor ihr Parteikollege Parekura Horomia im New Zealand Parliament als Abgeordneter saß. Horomia verstarb im April des Jahres und eine Nachwahl für den vakanten Sitz fand am 28. Juni 2013 statt. Mit einem Vorsprung von 1761 Stimmen vor dem nächstplatzierten Kandidaten konnte Meka Whaitiri den Wahlkreis schließlich für sich gewinnen.

### Ministerämter in der Regierung Ardern
Als Labour unter der Führung von Jacinda Ardern die Parlamentswahl 2017 gewann, holte sie Whaitiri für folgende Ministerposten in ihre Regierung:
| Minister                                     | vom              | bis                |
| -------------------------------------------- | ---------------- | ------------------ |
| Minister of Customs                          | 26. Oktober 2017 | 20. September 2018 |
| Associate Minister of Agriculture            | 26. Oktober 2017 | 20. September 2018 |
| Associate Minister for Crown/Māori Relations | 26. Oktober 2017 | 20. September 2018 |
| Associate Minister of Local Government       | 26. Oktober 2017 | 20. September 2018 |
| Associate Minister of Forestry               | 2. Mai 2018      | 20. September 2018 |

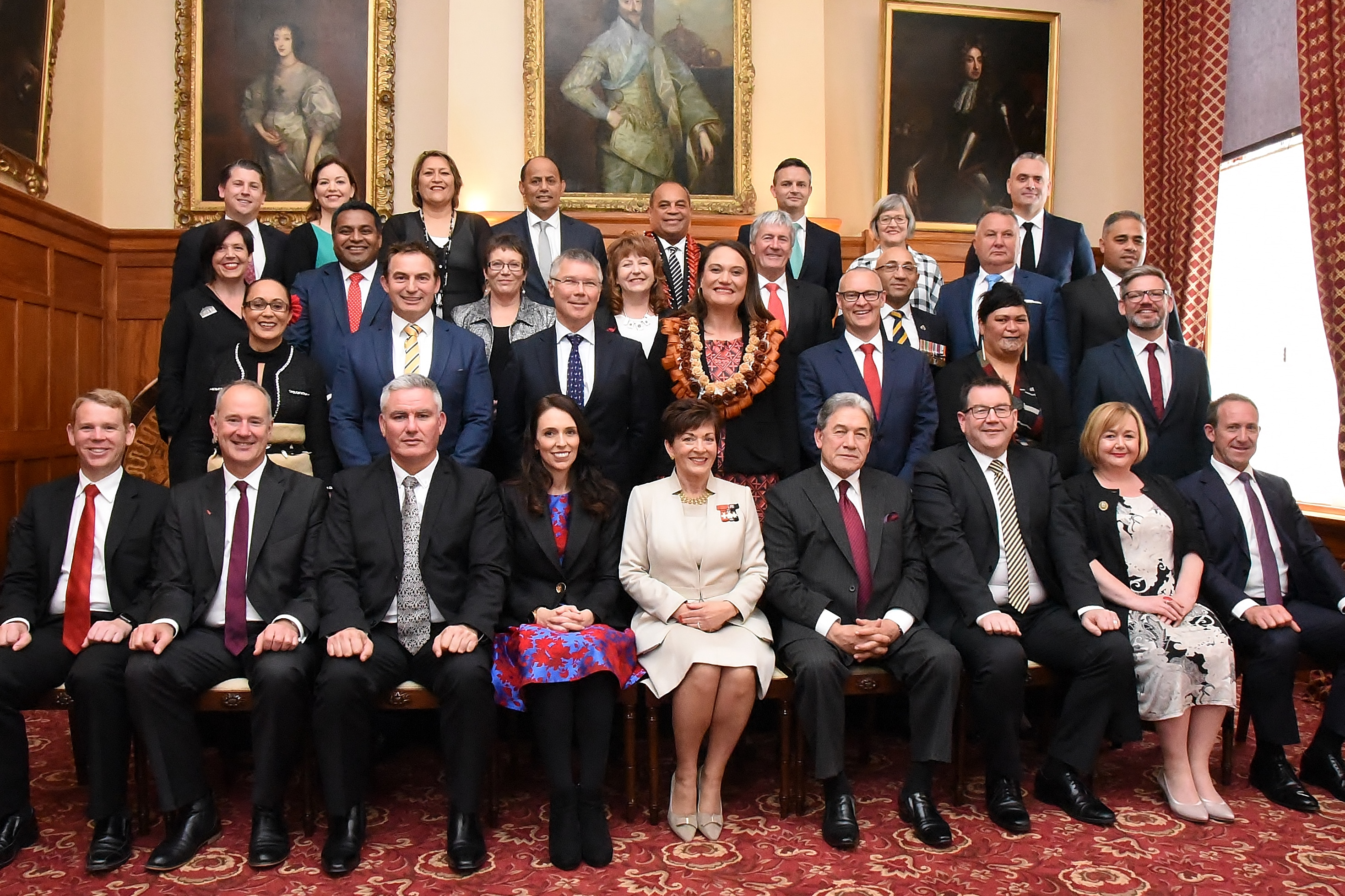
Meka Whaitiri (2017)
3. von links in der letzten Reihe

Ende August 2018 musste sich Whaitiri mit dem Vorwurf auseinandersetzen, eine(n) Mitarbeiter(in) in ihrem Ministerbüro tätlich angegriffen zu haben. Sie legte daraufhin zum 20. September alle ihre Ministerposten nieder und kooperierte mit den Untersuchungsbeamten.
Nach der Wiederwahl von Labour im November 2020 bildete Ardern ihre Regierung um. Whaitiri bekam eine zweite Chance und wurde Mitglied der Regierung außerhalb des 2. Kabinett. Sie wurde mit folgenden Ministerposten betraut:

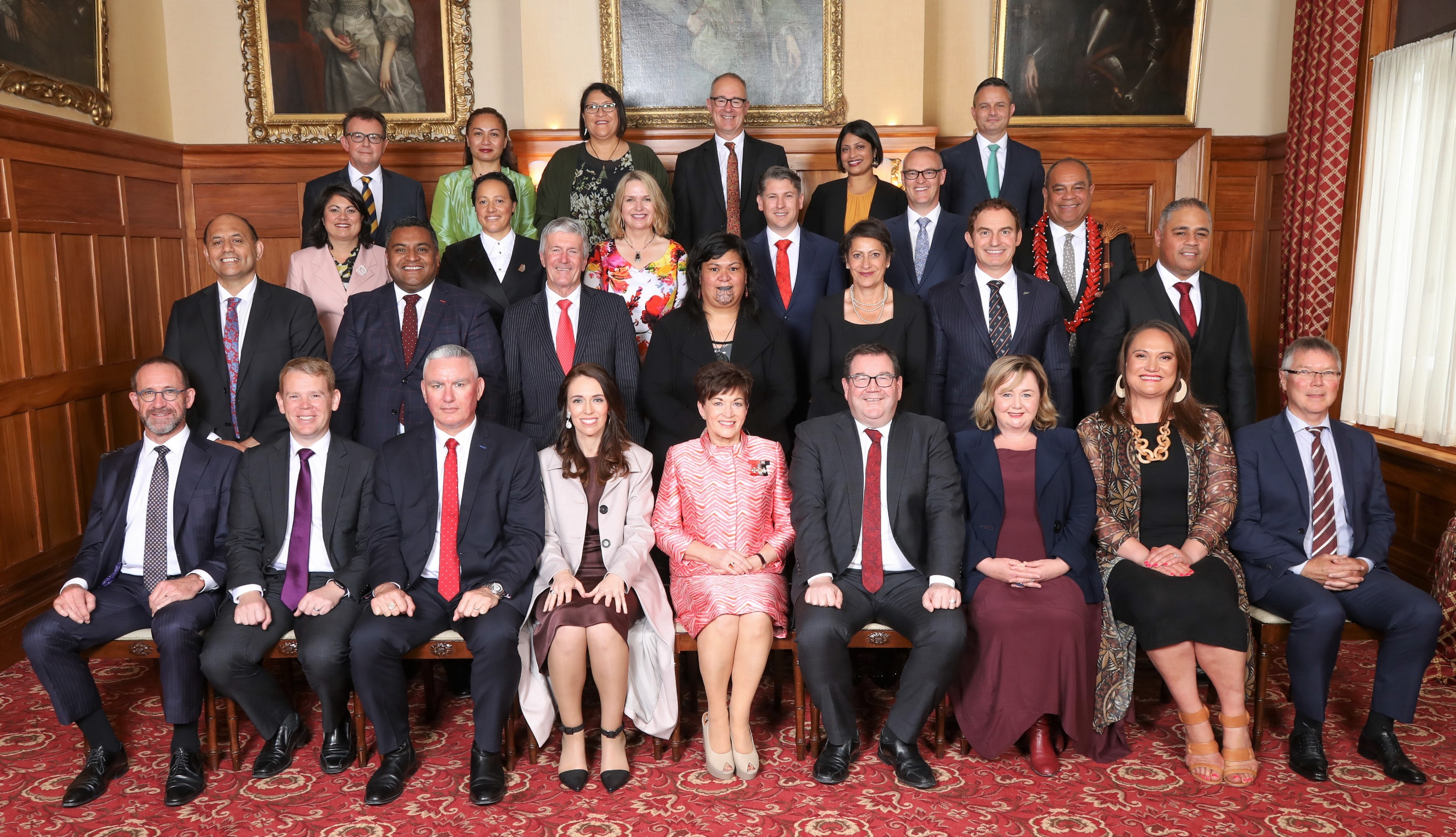
Meka Whaitiri (2020)
3. von links in der letzten Reihe

| Minister                                           | vom              | bis             |
| -------------------------------------------------- | ---------------- | --------------- |
| Minister of Customs                                | 6. November 2020 | 25. Januar 2023 |
| Minister for Veterans                              | 6. November 2020 | 25. Januar 2023 |
| Associate Minister of Agriculture (Animal Welfare) | 6. November 2020 | 25. Januar 2023 |
| Associate Minister of Statistics                   | 6. November 2020 | 25. Januar 2023 |
| Minister of Statistics                             | 14. Juni 2022    | 25. Januar 2023 |

### Ministerämter in der Regierung Hipkins
Mit dem Rücktritt von Jacinda Ardern als Premierministerin in der laufenden Legislaturperiode und der Übernahme des Amtes durch ihren Parteikollegen Chris Hipkins am 25. Januar 2023, änderte sich die Zuteilung der Ministerien für Whaitiri geringfügig.
| Minister                                           | vom             | bis         |
| -------------------------------------------------- | --------------- | ----------- |
| Minister of Customs                                | 25. Januar 2023 | 3. Mai 2023 |
| Minister for Food Safety                           | 25. Januar 2023 | 3. Mai 2023 |
| Minister for Veterans                              | 25. Januar 2023 | 3. Mai 2023 |
| Associate Minister of Agriculture (Animal Welfare) | 25. Januar 2023 | 3. Mai 2023 |
| Associate Minister of Statistics                   | 25. Januar 2023 | 3. Mai 2023 |

Quellen: Department of the Prime Minister and Cabinet New Zealand Parliament
Whaitiri erklärte am 3. Mai 2023 ihren Austritt aus der Labour Party und zeitgleich ihren Wechsel zur Te Pāti Māori. Hipkins, seinerzeit zur Krönungszeremonie von König Charles III. in London, reagiert sofort und entfernte Whaitiri aus ihren Ämtern. Zu den Parlamentswahlen im Oktober 2023 trat Whaitiri dann für die Te Pāti Māori im Wahlkreis Ikaroa-Rāwhiti an, musste sich dann aber mit 41,63 % gegenüber ihrer Gegenkandidatin der Labour Party, die 52,63 % erreichen konnte, geschlagen geben.

## Familie
Whaitiri hat zwei Söhne. Sie fand für ihre politische Karriere Unterstützung durch ihr Whānau (Großfamilie, Familiengruppe).